# HD 25570
HD 25570，又名BD+07 592，SAO 111586、HR 1254，是一颗恒星，视星等为5.46，位于銀經182.78，銀緯-31.53，其B1900.0坐标为赤經3h 58m 31.7s，赤緯+7° -31.53′ 15″。